# Sabine Ebertová
Sabine Ebertová (nepřechýleně Sabine Ebert; * 1958, Aschersleben) je německá spisovatelka, především historicky zaměřených románů.

## Život
Sabine Ebertová vyrostla v Berlíně, posléze studovala iberoamerikanistiku a jazykovědu na univerzitě v Rostocku.
Je novinářkou na volné noze, žije ve Freibergu.

### České překlady z němčiny

#### Porodní bába (petidílná sága)
- Sen porodní báby : závěrečný díl ságy z raného středověku (orig. 'Der Traum der Hebamme: Roman'). 1. vyd. Praha : Knižní klub, 2013. 636 S. Překlad: Ivana Führmann Vízdalová
- Kletba porodní báby : čtvrtý díl ságy z raného středověku (orig. 'Der Fluch der Hebamme'). 1. vyd. Praha : Knižní klub, 2012. 621 S. Překlad: Ivana Führmann Vízdalová
- Rozhodnutí porodní báby : třetí díl ságy z raného středověku (orig. 'Die Entscheidung der Hebamme: Roman'). 1. Praha : Knižní klub, 2012. 554 S. Překlad: Ivana Führmann Vízdalová
- Osudy porodní báby : druhý díl ságy z raného středověku (orig. 'Die Spur der Hebamme'). 1. vyd. Praha : Knižní klub, 2011. 564 S. Překlad: Ivana Führmann Vízdalová
- Tajemství porodní báby : první díl ságy z raného středověku (orig. 'Das Geheimnis der Hebamme'). 1. vyd. Praha : Knižní klub, 2011. 549 S. Překlad: Ivana Führmann Vízdalová

#### Ostatní
- 1813 – Válečný požár (orig. '1813 Kriegsfeuer'). 1. vyd. Praha : Knižní klub, 2015. 846 S. Překlad: Ivana Führmann Vízdalová
- Krev a stříbro (orig. 'Blut und Silber: Roman'). 1. vyd. Praha : Knižní klub, 2014. 646 S. Překlad: Ivana Führmann Vízdalová